# Molly Maguires
Molly Maguires var ett hemligt irländskt revolutionssamfund, stiftat 1843. Samfundets medlemmar terroriserade ofta de engelska skatteindrivarna genom mord och misshandel. Ofta var de förklädda till kvinnor (därav namnet). Slutligen fick man bukt med denna rörelse på Irland, men liknande samfund uppstod bland irländska invandrare i Nordamerika och utövade skräckvälde, särskilt mot engelska immigranter. Mest bekant är en dylik organisation i Pennsylvanias kolgruvdistrikt, vars brottsliga framfart kulminerade på 1870-talet och som 1876–77 bröts genom en serie rättegångar, varvid vittnesmål av detektiver, som inträtt i samfundet, var av avgörande betydelse.